# غواص بارع
غواص بارع أو غواص بارع صغير (الاسم العلمي: Eudyptula)، جنس بطاريق يضم نوعين، توجد في جنوب أستراليا، تسمانيا ونيوزيلندا (بما في ذلك جزر تشاتام). تُعرف عادةً باسم البطاريق الصغيرةأو البطاريق الصغيرة الزرقاء أو بطاريق الجن في أستراليا. في لغة شعب الماوري في نيوزيلندا ، تُعرف طيور البطريق الصغيرة باسم كورا.
لسنوات عديدة ، كان شكل طائر البطريق الصغير الأبيض الموجود فقط في شمال كانتربري، نيوزيلندا يعتبر إما نوعًا منفصلاً، تحت اسم Eudyptula albosignata، أو نويع من Eudyptula albosignata. كشف تحليل الدنا المتقدرة أن شجرةالغواص البارع تنقسم بدلاً من ذلك إلى مجموعتين: مجموعة غربية، توجد على طول الساحل الجنوبي لأستراليا ومنطقة أوتاغو في نيوزيلندا، وأخرى وجدت في بقية نيوزيلندا. تعتبر هاتان المجموعتان الآن من الأنواع الكاملة: Eudyptula novaehollandiae في أستراليا وأوتاغو، والبطريق القزم في أماكن أخرى. من المحتمل أن يكون E. novaehollandiae قد وصل إلى نيوزيلندا من أستراليا قبل أقل من 500 عام، بعد الانقراض المحلي لـE. minor في أوتاغو.